# Directv Open Bogotá 2023
Il Directv Open Bogotá 2023 è stato un torneo maschile di tennis professionistico giocato sulla terra rossa. È stata la 15ª edizione del torneo, facente parte della categoria Challenger 125 nell'ambito dell'ATP Challenger Tour 2023. Si è giocato al Carmel Club di Bogotà, in Colombia, dal 25 settembre al 1º ottobre 2023.

## Partecipanti

### Teste di serie
| Nazionalità     | Giocatore                     | Ranking* | Testa di serie |
| --------------- | ----------------------------- | -------- | -------------- |
| Cile            | Marcelo Tomás Barrios Vera    | 115      | 1              |
| Cile            | Alejandro Tabilo              | 125      | 2              |
| Bolivia         | Hugo Dellien                  | 143      | 3              |
| Argentina       | Thiago Agustín Tirante        | 145      | 4              |
| Argentina       | Santiago Fa Rodríguez Taverna | 252      | 5              |
| Argentina       | Juan Pablo Ficovich           | 262      | 6              |
| Rep. Dominicana | Nick Hardt                    | 274      | 7              |
| Argentina       | Renzo Olivo                   | 288      | 8              |

* Ranking al 18 settembre 2023.

### Altri partecipanti
I seguenti giocatori hanno ricevuto una wild card per il tabellone principale:
- Alejandro Hoyos
- Johan Alexander Rodríguez
- Adrià Soriano Barrera

I seguenti giocatori sono passati dalle qualificazioni:
- Blaise Bicknell
- Lorenzo Claverie
- José Pereira
- Arklon Huertas del Pino
- Gilbert Klier Júnior
- Matías Soto

## Punti e montepremi
| Torneo    | Torneo              | V      | F      | SF    | QF    | 2T    | 1T    | Q | Q2  | Q1  |
| Singolare | Punti               | 125    | 75     | 45    | 25    | 11    | 0     | 5 | 2   | 0   |
| Singolare | Premi in denaro ($) | 21,650 | 12,770 | 7,560 | 4,400 | 2,590 | 1,565 | – | 785 | 395 |
| Doppio    | Punti               | 125    | 75     | 45    | 25    | –     | 0     | – | –   | –   |
| Doppio    | Premi in denaro ($) | 9,350  | 5,440  | 3,250 | 1,930 | –     | 1,080 | – | –   | –   |

## Campioni

### Singolare
Thiago Agustín Tirante ha sconfitto in finale  Gustavo Heide per walkover.

### Doppio
Renzo Olivo /  Thiago Agustín Tirante hanno sconfitto in finale  Guillermo Durán /  Orlando Luz con il punteggio di 7–6(6), 6–4.